# Ptyodactylus hasselquistii
Ptyodactylus hasselquistii es una especie de gecko que pertenece al género Ptyodactylus de la familia Phyllodactylidae. Es una especie trepadora, nativa del Oriente Próximo y África del Norte.

## Taxonomía
Se reconoce las siguientes subespecies:
- Ptyodactylus hasselquistii krameri Werner, 1995
- Ptyodactylus hasselquistii hasselquistii (Donndorff, 1798)